# Los Angeles
Los Angeles (kratko L. A., tudi angleško City of Los Angeles, dob. 'Mesto angelov', angleška izgovorjava: /lɒs ˈændʒələs/, španska izgovarjava: [los ˈaŋxeles]) je drugo največje mesto v ZDA (za New Yorkom) in največje mesto v zvezni državi Kalifornija. Po ocenah iz leta 2007 ima več kot 3,8 milijona prebivalcev. Leži v južni Kaliforniji ob obali Tihega oceana in je središče obsežnega velemestnega območja, ki šteje skoraj 18 milijonov prebivalcev.
Los Angeles je leta 1781 kot majhno naselbino ustanovil takratni španski guverner Felipe de Neve. Po osamosvojitvi od Španije leta 1821 je postal del Mehike. Ob koncu ameriško-mehiške vojne leta 1848 je po sporazumu iz Guadalupe Hidalga skupaj z današnjo Kalifornijo pripadel Združenim državam. Leta 1850 je dobil mestne pravice.
Danes je eno svetovnih središč podjetništva, mednarodne trgovine, zabave, kulture, medijev, mode, znanosti, tehnologije in izobraževanja. V mestu se nahajajo številne ugledne ustanove iz širokega spektra strokovnih in kulturnih dejavnosti. Predvsem po zaslugi Hollywooda si Los Angeles lasti naziv »svetovna prestolnica zabave«, ki pa ga deli z Las Vegasom.

## Pobratena mesta
Los Angeles je pobraten s 25 mesti:
- Eilat, Izrael (1959)
- Nagoja, Japonska (1959)
- Salvador, Brazilija (1962)
- Bordeaux, Francija (1964)
- Berlin, Nemčija (1967)
- Lusaka, Zambija (1968)
- Ciudad de México, Mehika (1969)
- Auckland, Nova Zelandija (1971)
- Pusan, Južna Koreja (1971)
- Mumbaj, Indija (1972)
- Teheran, Iran (1972)
- Tajpej, Tajvan (1979)
- Guangdžov, Ljudska republika Kitajska (1981)
- Atene, Grčija (1984)
- Sankt Peterburg, Rusija (1984)
- Vancouver, Kanada (1986)
- Giza, Egipt (1989)
- Džakarta, Indonezija (1990)
- Kaunas, Litva (1991)
- Makati, Filipini (1992)
- Split, Hrvaška (1993)
- San Salvador, Salvador (2005)
- Bejrut, Libanon (2006)
- Ischia, Italija (2006)
- Erevan, Armenija (2007)

Los Angeles ima uradne odnose še z dvema mestoma:
- Tel Aviv, Izrael (1997)[7]
- Manchester, Združeno kraljestvo (2009)[8]